# Mongiardino Ligure
Mongiardino Ligure (piemontesisch und ligurisch Mongiardin) ist eine italienische Gemeinde in der Provinz Alessandria (AL), Region Piemont.

## Lage und Einwohner
Die Gemeinde Mongiardino Ligure liegt 73 Straßenkilometer südöstlich von der Provinzhauptstadt Alessandria entfernt auf einer Höhe zwischen 600 m und 750 m über dem Meeresspiegel im oberen Val Sisola, einem Seitental des Val Borbera. Sie liegt an der Grenze zu Ligurien.
Das Gemeindegebiet umfasst eine Fläche von 29,19 km²und besteht aus den weit verstreuten Ortsteilen Salata, Maggiolo, Vergagni, Rovello Inferiore, Montemanno, Gordena, Casalbusone, Guazzolo, Dova Superiore, Dova Inferiore, Correio, Gorreto, Cerendero, Canarie, Prato, Cavanna, Castellaro, Camere Nuove, Fubiano, Mandirola, Salata Mongiardino, Piansuolo, Borneto, Lago Cerreto und Lago Patrono. In letzterem befindet sich der Sitz der Gemeindeverwaltung. Teil der Gemeinde ist auch das verlassene Dorf von Avi. Die Gesamtgemeinde hat heute 152 (Stand 31. Dezember 2023) Einwohner.
Die Nachbargemeinden sind Cabella Ligure, Carrega Ligure, Isola del Cantone (GE), Roccaforte Ligure, Rocchetta Ligure und Vobbia (GE).

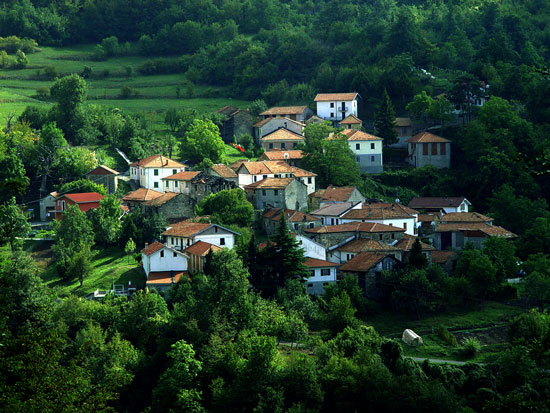
Weiler Casalbusone

### Bevölkerungsentwicklung
Seit der Volkszählung von 1871 hatte die Gemeinde einen Bevölkerungsrückgang von 90 % zu verkraften.

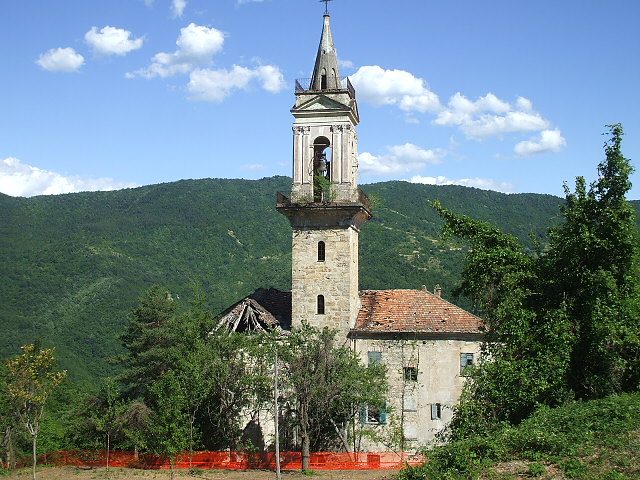
Kirche San Ruffino im Weiler Canarie

## Geschichte
Der Ortsname ist ab 1155 durch die Formen „Monteiardino“, „Moniardino“, „Mongiardunus“ und „Mongardinus“ belegt. Seine Etymologie liegt offensichtlich im lateinischen Wort Mons, kombiniert mit dem fränkischen Wort Gard, in der bereits palatalisierten Form des Französischen und als solche in der italienischen Sprache erhalten. Der Zusatz Ligure wurde 1863 hinzugefügt. 
Ihre Ursprünge reichen bis ins Mittelalter zurück. Anhand historischer Dokumente aus der Mitte des 19. Jahrhunderts kann mit Sicherheit festgestellt werden, dass es sich um einen Teil des Hofes handelte, den Kaiser Ludwig III. seiner Frau schenkte. Seine vorteilhafte strategische Lage zwischen den Kommunikationswegen, die Genua mit den Zentren der Ebene verbanden, ermöglichte es der Spinola-Herrschaft, ihre Herrschaftsgebiete in Richtung der Täler östlich der Scrivia auszudehnen. Die Verbindung zum genuesischen Zentrum war immer sehr stark, auch als die örtliche Familie Vergagni an der Macht war (um 1680).

## Sehenswürdigkeiten
- Die Ruinen eines Herrenhauses aus dem 15. Jahrhundert, das der Familie Doria gehörte.
- Die Pfarrkirche San Pietro aus dem 18. Jahrhundert.
- Die Kirche San Bernardo.
- In dem Dorf Vergagni befand sich eine in der ersten Hälfte des 14. Jahrhunderts errichtete Burg der Familie Spinola. Von diesem Bau sind heute nur noch die Reste einer 50 m langen Mauer sowie eine Zisterne erhalten.
- Die Kirche San Ruffino aus dem Jahr 1248, später im 19. Jahrhundert wieder aufgebaut. 1947 begann ihr Zerfall. 1979 wurde sie für die Öffentlichkeit geschlossen und Bemühungen um einen Erhalt blieben bisher erfolglos.